# Хлорпикрин
Хлорпикри́н (трихлорнитрометан, нитрохлороформ) CCl3NO2 — жидкость с резким раздражающим запахом; технический продукт может иметь различные оттенки запаха в зависимости от чистоты и способа получения. В высоких концентрациях ядовит. Относится ко II классу опасности. Используется как компонент фумигантных смесей в сельском хозяйстве, в камерах газоокуривания для проверки герметичности изолирующих и фильтрующих противогазов.

## Методы синтеза
Хлорпикрин впервые получил шотландский химик Джон Стенхауз ещё в 1848 году при взаимодействии 2,4,6-тринитрофенола (пикриновой кислоты) с хлорной известью. Позднее этот старинный процесс был использован в промышленных процессах, при помощи которых в Первую мировую войну хлорпикрин получали для военных целей. Действие гипохлоритов кальция (то есть дешёвой хлорной извести) приводит к расщеплению цикла 2,4,6-тринитрофенола и одновременно к хлорированию продуктов расщепления.
Вместо труднорастворимой пикриновой кислоты применяли легкорастворимый пикрат кальция, который получали смешением пикриновой кислоты с окисью кальция, и к смеси добавляли кашицу хлорной извести. Теплоты этой реакции достаточно для испарения образующегося хлорпикрина, пары которого затем конденсируют. Затем хлорпикрин легко перегоняется с водяным паром для очистки.
В реакции можно использовать не только хлорную известь, но другие гипохлориты — в том числе и образующиеся in situ при пропускании хлора в щелочной раствор пикриновой кислоты либо других нитрофенолов.
В настоящее время основным промышленным способом синтеза хлорпикрина является хлорирование нитрометана в щелочной среде:
{\displaystyle {\ce {CH3NO2 + 3 NaOCl -> Cl3CNO2 + 3 NaOH}}}
Хлорпикрин может также быть синтезирован нитрованием хлороформа ацетилнитратом:
{\displaystyle {\ce {CHCl3 + CH3COONO2 -> Cl3CNO2 + CH3COOH}}}

## Физико-химические свойства
Хлорпикрин — бесцветная, маслянистая, сильно преломляющая свет жидкость с резким специфическим запахом. На свету он становится зеленовато-желтоватым, что можно объяснить частичным его разложением с образованием хлора и окислов азота. Температура кипения 112—113 °C (760 мм рт. ст.) и +49 °C (40 мм рт. ст.), температура плавления — +62,2 (+64) °С.
| Температура, °C | Давление пара, мм рт. ст. | Максимальная концентрация, мг/л |
| --------------- | ------------------------- | ------------------------------- |
| 0               | 05,91                     | 057                             |
| 10              | 10,87                     | 104                             |
| 20              | 16,91                     | 184                             |
| 30              | 30,50                     | 295                             |

Широкий температурный интервал, в котором хлорпикрин существует в жидком состоянии, и его высокая летучесть даже при низких температурах позволяет применять его в любое время года. В зимние месяцы достигается концентрация, меньшая абсолютно токсичной, но достаточная для подавления противника.
Стойкость на местности, лишённой растительности, составляет при обычной температуре около 6 часов. В этот период выход на заражённую местность или её преодоление без противогаза невозможны. Растворимость в воде при +25 °C, составляет 0,16 %. Хлорпикрин хорошо растворим в органических растворителях.
Из неорганических растворителей он хорошо растворяется в четырёххлористом кремнии и олове. Хорошая смешиваемость с ОВ, например с ипритом, азотистым ипритом, дифосгеном, фосгеном, фосфорорганическими ОВ, делает хлорпикрин важным компонентом для тактических смесей, особенно в случае сравнительно низкоплавких ОВ, в результате чего становится возможным их применение в зимнее время.
Водой хлорпикрин не гидролизуется. Хлорпикрин легко дегазируется спиртовым раствором сульфида натрия или растворами гидразина.
Хлорпикрин при высоком давлении и нагревании превращается в фосген.

## Токсические свойства
Хлорпикрин раздражает кожу и слизистые оболочки. Он вызывает слезотечение, смыкание век, бронхит и отёк лёгких. У поражённого начинаются сильнейшие неконтролируемые конвульсии мышц диафрагмы. Жидкий хлорпикрин вызывает тяжёлые поражения кожи.
У большинства людей концентрация 0,002 мг/л за 3—30 с вызывает слезотечение и смыкание век, концентрация 0,05 мг/л непереносима. Более высокие концентрации ведут к болям в области желудка, рвоте и потере сознания. Концентрация около 0,2 мг/л за несколько секунд или минут приводит к полной утрате боеспособности. Опасность хлорпикрина проявляется в том, что до некоторого предела концентрации он воспринимается на запах просто как умеренно пахнущее горчицей вещество, описанные выше симптомы поражения возникают внезапно.
Поражение органов дыхания появляется при концентрации выше 0,1 мг/л. В качестве смертельной концентрации указывают 2 мг/л при экспозиции 10 мин. При такой концентрации смерть наступает в течение нескольких минут.

## Хлорпикрин как боевое отравляющее вещество (ОВ)
Пары хлорпикрина обладают сильным слезоточивым, а в высоких концентрациях — удушающим и общеядовитым действием. В связи с этим хлорпикрин ограниченно применялся в Первой мировой войне как боевое отравляющее вещество (например, против русской армии летом 1915 года), а также в качестве растворителя для боевого применения других БОВ (впервые — в середине 1916 года немецкой армией в смеси с дифосгеном).
Во время подавления антибольшевистского восстания в Тамбовской губернии зафиксировано три случая применения снарядов типа АЖО с хлорпикрином для выкуривания повстанцев из леса, не приведшие к заметным результатам.
Применялся Советской армией в Афганистане против моджахедов.
Из-за невысокой для современных ОВ токсичности и сильного раздражающего действия хлорпикрин не рассматривается как боевое ОВ. С другими ОВ хлорпикрин также в настоящее время не используется, поскольку его раздражающее действие практически сразу дало бы возможность обнаружить применение ОВ.
Благодаря раздражающему действию и простоте обращения хлорпикрин с 1920-х годов использовался в качестве учебного (имитация газовой атаки) и проверочного (тестирование средств химзащиты) ОВ. Для этого в армейской палатке умеренное количество хлорпикрина, порядка 50 мл, подогревалось на водяной бане. Однако из-за того, что при нагревании хлорпикрин разлагается с образованием фосгена, применение его в качестве учебного ОВ требовало соблюдения мер предосторожности, и вопрос о его замене в РККА ставился по крайней мере с 1937 года. Во время холодной войны подогрев хлорпикрина заменили на учебные рецептуры ИВ-Б и ИВ-2 для имитационных гранат и фугасов (ИГС, ИФ), но проблема токсичности осталась.
Конвенция ОЗХО запретила военное применение хлорпикрина, приравняв его к фосгену, хлорциану и синильной кислоте. Как учебное ОВ он заменён другими ОВ раздражающего действия (в ВС РФ используются, например, рецептуры УБСОВ-2 и УБСОВ-Б с хлорацетофеноном).